# Oberhofen am Thunersee
Pour les articles homonymes, voir Oberhofen.
Oberhofen am Thunersee est une commune du canton de Berne en Suisse, située dans l'arrondissement administratif de Thoune.
Cette ville abrite le siège de la fédération internationale de ski.

Photo aérienne prise à 150 m par Walter Mittelholzer (1925)

## Tourisme
- Château d'Oberhofen